# Grzegorz Piechna
Grzegorz Piechna (* 18. September 1976 in Opoczno) ist ein ehemaliger polnischer Fußballspieler.

## Vereinskarriere
Piechna spielte in seiner Jugend bei Modrzewianka Modrzew und Pilica Tomaszów Mazowiecki, bevor er 1997 in die erste Mannschaft des Amateurvereins Woy Bukowiec Opoczyński kam. Hier wurde er auf Anhieb bester Torschütze (56 Tore) der polnischen Kreisliga. Daraufhin wechselte er häufiger die Vereine und stieg kontinuierlich von der Kreisliga in die vierte Liga, die dritte Liga und schließlich kam er 2004 in die zweite Liga zu Korona Kielce, seiner ersten Profistation.

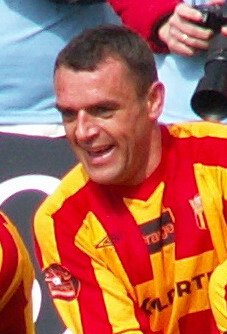
Piechna im Trikot von Korona Kielce

Nachdem er bereits zuvor Torschützenkönig der Kreisliga (56 Tore), der vierten (einmal mit 35 Toren und einmal mit 33 Toren) und der dritten Liga (23 Tore) war, konnte er sich in der Saison 2004/2005, mit 18 Toren auch den Titel des Torschützenkönigs der zweiten polnischen Liga sichern. Nachdem Korona Kielce in die Ekstraklasa (die höchste polnische Spielklasse) aufgestiegen war, konnte sich Grzegorz Piechna sensationellerweise mit 21 Toren auch die Torschützenkrone der ersten Liga sichern. Trotz eines Angebotes des englischen Klubs Birmingham City wählte Piechna das finanziell attraktivere Angebot und wechselte 2006 nach Russland zu Torpedo Moskau. Allerdings konnte er sich hier nicht durchsetzen und erzielte in 15 Ligaspielen nur zwei Tore. Ende 2007 kehrte er nach Polen zurück und unterschrieb einen Vertrag bei Widzew Łódź. Jedoch fand er auch hier nicht mehr zu seiner alten Form zurück. Nach nur sieben Ligaspielen ohne Torerfolg, wurde er an den damaligen Zweitligisten Polonia Warschau verkauft. Bei Polonia kam er 10-mal zum Einsatz und wurde in die Reservemannschaft verbahnt. So beschloss Piechna 2008 nach Bulgarien zu Spartak Varna zu wechseln. Hier kam er aufgrund diverser Problem nicht zum Einsatz und wechselte 2009 zum polnischen Drittligisten Kolejarz Stróże. Zur Saison 2009/2010 kehrte er zu seinem früheren Verein Ceramika Opoczno zurück. Hier schoss er in der 4. Liga in 16 Spielen 16 Tore. Im Januar 2010 wechselte er nach Griechenland zum Doxa Kranoula F.C. in die 3. Liga. Nach seiner Rückkehr in die Heimat spielte er noch für verschiedene Amateurvereine, ehe er 2017 seine Karriere beendete.

## Nationalmannschaft
Grzegorz Piechna absolvierte am 16. November 2005 gegen Estland sein einziges Länderspiel für Polen und traf in der 87. Minute zum 3:1-Endstand.

## Erfolge
- Torschützenkönig der 2. Polnischen Liga (2005)
- Torschützenkönig der Polnischen Ekstraklasa (2006)

## Wissenswertes
Grzegorz Piechna trägt den Spitznamen „Kiełbasa“, was auf Polnisch Wurst bedeutet. Das ist darauf zurückzuführen, dass er gelernter Metzger ist.
Er ist verheiratet und hat mit seiner Frau Izabela zwei Kinder.